# بروتوكول التحفيز
بروتوكول التحفيز، (بالإنجليزية: Stimulus protocol)‏، في الاتصالات الهاتفية، يُعرف بأنه نوع من البروتوكولات يُستخدم لنقل إخطارات الحدث بين النقاط النهائية.
ويستخدم هذا البروتوكول للتحكم في تشغيل الأجهزة في نهاية كل رابط. ومع ذلك، فبروتوكول التحفيز ليس حساسًا لحالة النظام. وفي التطبيق النموذجي، سوف يحمل مثل هذا البروتوكول معلومة ضغطة المفتاح من جهاز الهاتف إلى جهاز التحكم المركزي في المكالمات. وقد يحمل أيضًا معلومات تحكم للأنواع البسيطة لعروض النص. ويُعد بروتوكول ماينيت (MiNET) من شركة مايتيل بروتوكولاً نموذجيًا لهذا النوع.
ويتناسب أكثر بروتوكولات التحفيز مع شبكات الأجهزة الطرفية الصامتة والتطبيقات المركزية الذكية (انظر الشبكة الذكية). وهذا يتناقض مع البروتوكولات الوظيفية التي تتناسب على نحو أفضل مع شبكة ذات أجهزة طرفية ذكية ومركز صامت (انظر الشبكة الصامتة). ونظرًا لأن هذه الهياكل المعمارية تتشارك في أجهزة مركزية في نطاق أعداد كبيرة من الأجهزة الطرفية، فقد يتم التزويد بإمكانيات حوسبية كبيرة وعالية التكلفة، سواء من حيث الأجهزة والبرمجيات. وهذه الهياكل المعمارية المركزية تعمل بشكل فائق على حل المسائل المعقدة الخاصة بالتطبيقات واسعة النطاق، حيث إن الاستثمار في الأجهزة والبرمجيات قد يتم استهلاكه من خلال عدد كبير جدًا من المستخدمين. ومع ذلك، فإن ميزة المشاركة على نطاق واسع في حد ذاتها تمنع هذه الهياكل المعمارية من تقديم أي درجة كبيرة من التخصيصات المتعلقة بتفضيلات المستخدم الفردي. وأقصى ما يمكن توفيره هو درجة تحديد المعايير والثوابت الخاصة بتشغيل الخدمة.
ويتم إهمال بروتوكولات التحفيز - بالرغم من ملاءمتها المرتبطة بمميزات الهياكل الشبكية المركزية - لصالح البروتوكولات الوظيفية المرتبطة بانتشار الأنترنت. ويُعد البروتوكول الوظيفي مثل بروتوكول بدء الجلسة (SIP) الذي تم الحصول عليه من فرقة العمل لهندسة الإنترنت (قوة مهمات هندسة الإنترنت) هو الأكثر ملاءمة لتطبيقات الإنترنت.